# George Best
George Best (Belfast, 22 de maig de 1946 – Londres, 25 de novembre de 2005) va ser un futbolista nord-irlandès que ocupava la posició de davanter. Va ser internacional absolut per la selecció de futbol d'Irlanda del Nord en 37 ocasions.
Ha estat un dels millors jugadors de la història. És recordat sobretot pel seu pas pel Manchester United FC, on va jugar entre els anys 1963 i 1974 on va aconseguir grans èxits i reconeixement internacional. El seu joc era desbordant i combinava la seva gran tècnica amb acceleració, regat i capacitat golejadora.
El seu millor any va ser el 1968, quan va guanyar la Copa d'Europa amb el Manchester United FC i va ser nomenat Millor Jugador Europeu de l'Any. Tot i el seu lideratge a la selecció nord irlandesa de futbol, mai va ser capaç de dur-la a una fase final d'un Mundial. L'any 1999 va ser escollit onzè, darrere Marco van Basten per l'IFFHS, millor jugador europeu del segle xx i en setzena posició a la llista de millors jugador del món del segle xx, darrere de l'alemany Lothar Matthäus. L'admiració envers aquest futbolista al seu país és tal que es va fer famosa la frase "Maradona good; Pelé better; George Best" (Maradona, bo; Pelé, millor; George, el millor), fent un joc de paraules amb el seu cognom, que en anglès significa "el millor".
Es va convertir en un futbolista emblemàtic i reconegut també fora dels terrenys de joc gràcies al seu estil de vida extravagant, que el van conduir a tenir problemes amb l'alcohol. L'alcoholisme, de fet, no només va dificultar la seva carrera futbolística sinó que també el van portar a la mort el novembre de l'any 2005 quan tenia 59 anys. Formà part de l'anomenada United Trinity.

## Biografia
George Best va ser el primer fill d'en Dickie Best (1920-2008) i l'Anne Withers (1923-1978). Va créixer a Cregagh, Belfast i va tenir quatre germanes, Carol, Barbara, Julie i Grace i un germà, Ian. La seva mare va morir als 55 anys per problemes amb l'alcohol, fet que també el portaria a la mort.

## Manchester United

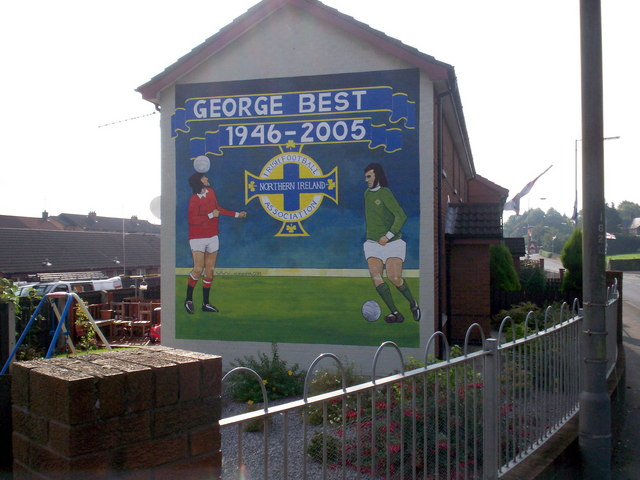
Mural d'homenatge a Best a Belfast.

Tot i que va començar a jugar des de jove a l'equip de futbol de la seva ciutat, el Cregagh Boys' Club, amb només 15 anys, va ser descobert per l'entrenador del Manchester United FC Bob Bishop jugant a Belfast. Aquest va quedar meravellat de Best i va remetre els informes al llavors entrenador del Manchester, el mític Matt Busby, descrivint-lo com un geni.
Després d'un període de proves, Best va fitxar pels diables vermells i va debutar amb el primer equip el 14 de setembre de 1963, amb només 17 anys. El seu equip va guanyar 1-0 el West Bromwich Albion a Old Trafford. Dues setmanes després va marcar el seu primer gol a Anglaterra contra el Burnsley.
Tot i que la temporada del seu debut no va poder aconseguir el títol de Lliga, la temporada següent sí que va poder guanyar-la. El seu èxit a nivell internacional va arribar la temporada 1965/1966 quan, amb només 20 anys, va marcar dos gols al Benfica als quarts de final de la Copa d'Europa i la premsa anglesa el batejà com el "cinquè Beatle".
La temporada següent (1966/1967)va tornar a guanyar la Lliga i l'any següent (1967/1968) aconseguí el màxim reconeixement futbolístic i la que es considera la seva millor temporada quan es va proclamar campió de la Copa d'Europa davant el Benfica del mític Eusebio per 4 gols a 1. Best va marcar a la final i va consolidar la trajectòria d'un equip històric que ho va guanyar tot amb tres futbolistes europeus de l'any: Denis Law, Bobby Charlton i el mateix Best. Després de la final, l'entrenador Matt Busby va deixar el càrrec i el succeí el segon entrenador, Wilf McGuiness. A més, el Manchester United va esdevenir el primer equip anglès en guanyar una Copa d'Europa.
A finals dels anys 60 va obrir dos discoteques a Manchester i diverses botigues de roba amb l'associació d'un jugador del Manchester City FC, el seu amic Mike Summerbee. Això el va conduir a tenir els primers problemes en relació amb la beguda i el joc, fet que va fer disminuir el seu rendiment esportiu.
L'any 1974, amb 27 anys, Best deixà el Manchester United després de més d'una dècada. Va jugar 466 partits i va marcar 178 gols amb la samarreta vermella (inclosos sis gols en un mateix partit al Northampton Town). Va ser el màxim golejador del club durant sis temporades seguides i el màxim realitzador de la temporada 1967/1968.

## Altres equips
Tot i que ja mai més va arribar a jugar al mateix nivell, Best conservà les seves habilitats i la seva tècnica que el van portar a ser un dels millors jugadors del món de la seva època. Després de passar per diversos equips, va acabar jugant una temporada, la 1976/1977 al Fulham, on va coincidir amb un dels altres grans mites del futbol anglès d'aquells anys, Rodney Marsh.
En acabar aquella temporada, Best emigrà al futbol nord-americà (soccer) on va arribar a jugar amb tres equips diferents: Los Angeles Aztecs, Fort Lauderdale Strikers i al San José Earthquakes. Eventualment va disputar un torneig per Europa amb els Detroit Express. A la seva primera temporada a Los Angeles va arribar a marcar 15 gols en 24 partits i en la segona, va esdevenir el millor centrecampista de la lliga.
Finalment, després de passar per diversos equips britànics, s'acabà retirant als 37 anys. El seu comiat es produí el 1988 al Windsor Park en un partit on també hi van ser Osvaldo Ardiles, Pat Jennings i Liam Brady, a més dels seus mestres, Matt Busby i Bob Bishop.

## Irlanda del Nord
Va ser seleccionat un total de 37 vegades amb la seva selecció nacional i va marcar 9 gols. Quatre d'aquests gols els va fer a Xipre, i en va marcar un a Albània, Anglaterra, Escòcia, Suïssa i Turquia.
Tot i que mai va disputar un Mundial de futbol, l'any 1982, amb motiu de la Copa del Món que s'havia de disputar a Espanya i en què Irlanda del Nord s'havia classificat per la fase final, el seleccionador Billy Bingham va estudiar convocar-lo però Best ja tenia 36 anys i la seva carrera pràcticament havia finalitzat, fet pel qual no se'l va seleccionar finalment.

## Palmarès
Amb el Manchester United:
- 2 Lligues angleses el 1965 i el 1967
- 1 Copa d'Europa el 1968

A títol personal:
- Pilota d'Or l'any 1968
- Millor futbolista de l'any el 1968
- El 1970 entrà en la llista dels 50 primers millors jugadors del Futbol Anglès
- Membre del saló anglès de futbolistes, 2002
- Escollit Golden Player d'Irlanda del Nord, com el millor jugador del país dels darrers 50 anys.[1]
- El 1998 fou escollit per la Football League a la llista de les 100 llegendes del futbol anglès[2]

## Vida personal
Es va casar dues vegades, primer amb Angela MacDonald-James (1978-1986) amb qui va tenir el seu únic fill reconegut, Calum (1981) i més tard amb Alex Pursey del 1995 al 2004. Tot i això se li han atribuït dues filles d'altres relacions. A banda de la seva carrera futbolística i la seva afició a estar amb moltes dones (més de 1000 segons ell mateix havia dit), George Best va ser famós per la seva addicció a la beguda i els problemes que va tenir amb l'alcoholisme. L'any 2002 se li va haver de realitzar un trasplantament de fetge a l'hospital King's College de Londres però va continuar bevent com havia estat fent fins llavors.
Finalment, el 3 d'octubre de 2005 va ésser ingressat a la unitat de vigilància de l'hospital Cromwell a Londres a causa d'una infecció al ronyó. Després de patir durant un mes, el 25 de novembre al matí va morir al mateix hospital després d'una infecció als pulmons i una disfunció multiorgànica.
El seu cos va ser enterrat allà on havia nascut, a l'est de Belfast amb la seva mare, el 3 de desembre del 2005.
També sol ser recordat per les seves mítiques frases, entre les quals hi ha una cita que diu: "Vaig gastar diners en dones, cotxes i alcohol, la resta, simplement la vaig malgastar".